# Dipteryx micrantha
Dipteryx micrantha, conocida como shihuahuaco o cumarú, es una especie árborea de la familia Fabaceae. Es endémica de Brasil, Bolivia, Colombia, Ecuador y Perú. Es un árbol emergente que puede sobrepasar los 50 m de altura.

## Propiedades de su madera
Su madera es pesada y se caracteriza por su belleza en los acabados, de un color marrón con jaspes claros y posee un lustre moderado que tiende a elevarse. Su grano es entrecruzado y la textura es media y de corte transversal. Dentro de las propiedades físicas se puede encontrar que su densidad básica es de 0,87 g/cm³, mientras que su contracción tangencial se establece en un 9,10%, también su contracción radial rodea el 5,50%, por último, la contracción volumétrica está en un 15,00% de corte tangencial. La relación T/R es de 1,60.
Su madera está muy demandada tanto en la carpintería como en pisos de parqué, apreciándose su resistencia a ataques biológicos y no requiere ser preservada.

## Nombres comunes
- Charapilla, cumaru ferro, kumarut, shihuahuaco.